# DB Systel

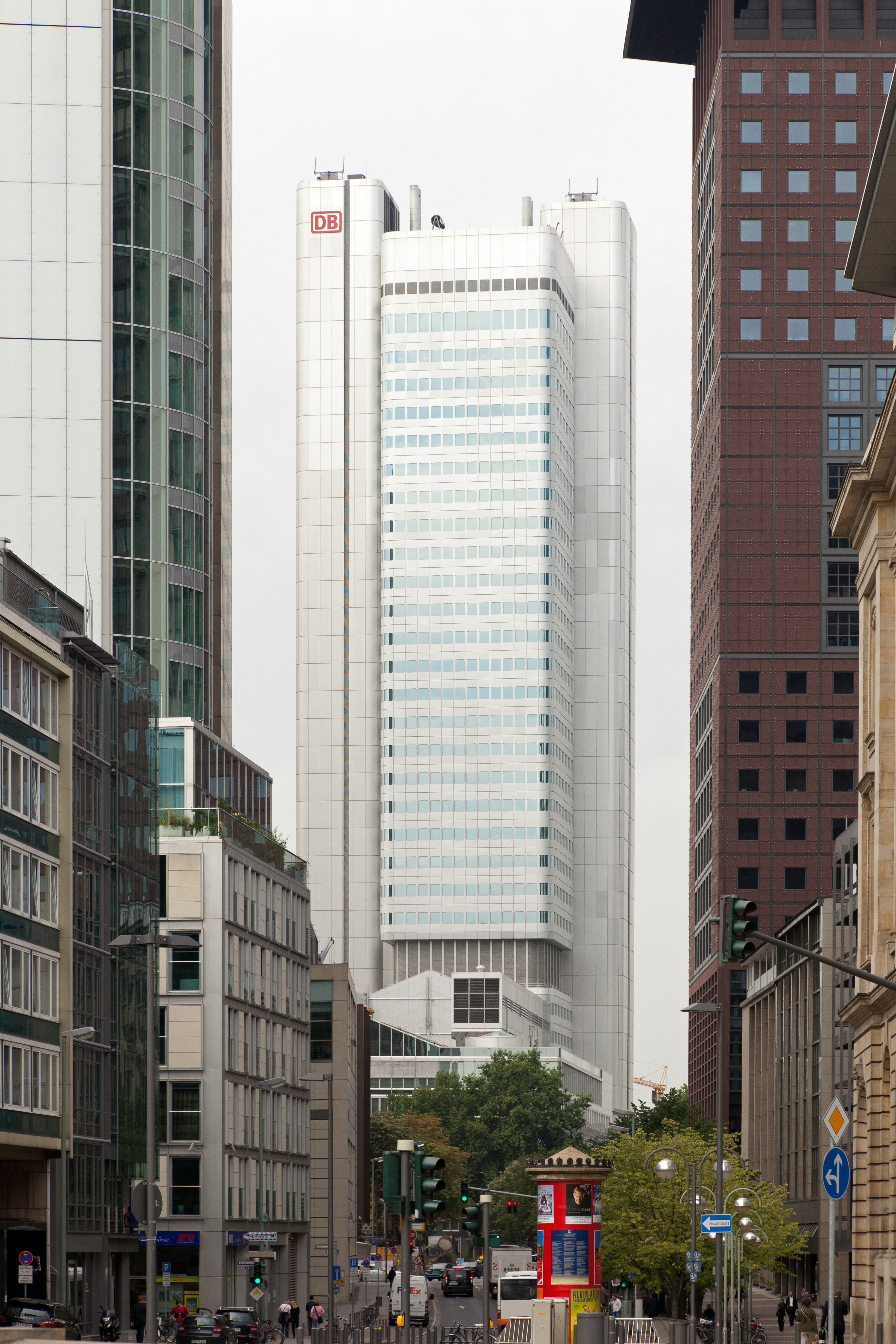
Silberturm, Hauptsitz der DB Systel GmbH in Frankfurt am Main

Die DB Systel GmbH entwickelt und betreibt IT- und Digitalisierungslösungen für die Geschäftsfelder der Deutschen Bahn AG. Das Unternehmen entstand im August 2007 durch Fusion der Tochtergesellschaften DB Systems und DB Telematik.

## Organisation
Die DB Systel GmbH ist eine hundertprozentige Tochter der Deutschen Bahn AG im Geschäftsfeld Digitalisierung & Technik.
Der nominelle Sitz des Unternehmens befindet sich im Silberturm am Jürgen-Ponto-Platz in Frankfurt am Main. Neben der Frankfurter Zentrale hat das Unternehmen weitere Hauptstandorte in Berlin und Erfurt, kleinere Standorte über Deutschland verteilt sowie einen Sitz in Doncaster, UK.

## Geschichte
Das Unternehmen ging aus drei Tochtergesellschaften der Deutschen Bahn AG hervor:
- TLC GmbH (Transport-, Informatik- und Logistik-Consulting GmbH): Die TLC GmbH hatte die Aufgabe, IT-Projekte der DB AG, das heißt IT-Projektmanagement und IT-Beratung, abzuwickeln. Darüber hinaus entwickelte TLC Software, beziehungsweise passte Standardsoftware entsprechend den Kundenanforderungen an. Die Software wurde in der Regel an die IDG zur Betriebsführung gegeben.
- IDG GmbH (DB Informatik-Dienste GmbH): Die IDG war verantwortlich für die Betriebsführung von Servern, Rechenzentren und Bürokommunikation (E-Mail, Office etc.), die sie im Auftrag der DB AG durchführte.
- DB Telematik GmbH: Die DB Telematik war für die Telekommunikation innerhalb der DB AG zuständig, insbesondere für das konzernweite Telefonnetz sowie den digitalen Zugfunk GSM-R.

Zum 1. Januar 2002 wurden die Gesellschaft Transport-, Informatik- und Logistik-Consulting GmbH (TLC) und die DB Informatik-Dienste GmbH (IDG) zur DB Systems GmbH verschmolzen, um das Projektgeschäft, die Softwareentwicklung und den IT-Betrieb zusammenzuführen. 2007 fand dann die Verschmelzung von DB Systems mit der DB Telematik zu DB Systel statt.
Im Frühjahr 2001 kündigte die DB AG an, die für die Betriebsführung relevanten Bereiche aus der zuvor gegründeten Mannesmann Arcor in eine gemeinsame Telematik-Tochtergesellschaft von Vodafone und DB einzubringen. Die DB beabsichtigte, bis 2004 die Mehrheit an diesem Unternehmen zu übernehmen. Im Gegenzug wollte die DB den damaligen Arcor-Anteil von 18,2 Prozent abgeben. Mitte 2001 wurde die Gründung einer als Arcor DB Telematik GmbH bezeichneten Gesellschaft für Anfang 2002 angekündigt. Die Bahn sollte zunächst 49,9 Prozent an dem Unternehmen halten, Arcor 50,1 Prozent. Eine Option räumte der DB dabei die Möglichkeit ein, bis zum 1. April 2005 weitere Anteile von Arcor zu übernehmen. Anfang 2002 wurden die Verträge zur Ausgliederung des Bahngeschäfts in die neue Tochter (zum 1. April 2002) unterzeichnet. Der DB, die zunächst 49,9 Prozent der Anteile hielt, wurde die Option eingeräumt, ihren Anteil an der Gesellschaft ab 1. Juli 2002 zu erhöhen.
Auf seiner Sitzung am 13. März 2002 stimmte der Aufsichtsrat der Deutschen Bahn AG dem Vorhaben zu. Die DB hatte sich verpflichtet, die Option zur Übernahme der übrigen Anteile der Arcor Telematik zum 1. Juli 2002 auszuüben. Die vollständige Übernahme wurde planmäßig Anfang Juli 2002 abgeschlossen. Unabhängig davon hielt die DB weiterhin eine 18-prozentige Beteiligung an Arcor.
Im Herbst 2003 kündigte die Deutsche Bahn an, DB Systems und DB Telematik im Jahr 2004 zu einer Gesellschaft zu verschmelzen. Aus der DB Systems GmbH und der DB Telematik GmbH ging später die DB Systel GmbH hervor.
Mitte 2010 wurde der Flächendienstleistungsservice (Servicetechniker, Projektabteilung und Netzadministration) von der DB Systel GmbH zur DB Kommunikationstechnik GmbH verschoben, die aber durch vertragliche Abstimmung weiterhin deren Leistungen übernimmt.

## Cloud-Migration
2016 fasste der DB-Vorstand den Beschluss, den Großteil der von DB Systel betriebenen IT-Anwendungen und Services in eine Cloud zu verlagern. Bis zum Abschluss der Cloud-Migration 2020 wurden ca. 450 Anwendungen und Services aus den eigenen Rechenzentren migriert. Damit standen über 535 Terabyte Speicherkapazität in der Cloud für die Nutzung von bis zu 15.000 virtuellen Servern zur Verfügung. Darüber hinaus betreut DB Systel mobile Endgeräte und digitale Arbeitsplätze im Deutsche Bahn-Konzern.

## Innovationsmanagement
2016 hat DB Systel einen eigenen Innovationshub (Skydeck) aufgebaut, das mittlerweile an zwei Hauptstandorten vertreten ist.

## Transformation in eine agile Netzwerkorganisation
2014 hat DB Systel mit einer Transformation von klassischen Arbeits- und Organisationsstrukturen hin zu selbstorganisierten Teams und einer agilen Netzwerkstruktur begonnen.  Ziel war es, die Haltung, Kultur und das Führungsverständnis bei DB Systel zu verändern.  Die Rolle einer klassischen Führungskraft wurde in diesem Zuge im Unternehmen abgelöst und in selbstorganisierte Teams verlagert.

## Kritik
Das Magazin Panorama kritisierte 2020 über Marktpreisen liegende Preise des Unternehmens, die es anderen Bahntöchtern ermöglichen würden, sich „arm“ zu rechnen.